# Liste der Monuments historiques in Ban-de-Sapt
Die Liste der Monuments historiques in Ban-de-Sapt führt die Monuments historiques in der französischen Gemeinde Ban-de-Sapt auf.

## Liste der Immobilien
| Bezeichnung                          | Beschreibung                                                                                     | Standort                                | Kennzeichnung | Schutzstatus | Datum | Bild |
| ------------------------------------ | ------------------------------------------------------------------------------------------------ | --------------------------------------- | ------------- | ------------ | ----- | ---- |
| Nécropole nationale de la Fontenelle | Soldatenfriedhof des Ersten Weltkriegs, 1921 bis 1923 angelegt; Monument von Émile Just Bachelet | La Fontenelle, östlich des Ortes (Lage) | PA88000058    | Classé       | 2017  |      |

## Liste der Objekte
| Bezeichnung | Beschreibung                                                          | Standort                                  | Kennzeichnung | Schutzstatus | Datum | Bild |
| ----------- | --------------------------------------------------------------------- | ----------------------------------------- | ------------- | ------------ | ----- | ---- |
| Harmonium   | um 1855 gebaut, vermutlich von Aristide Cavaillé-Coll                 | Launois, in der Kirche St-Grégoire (Lage) | PM88000044    | Classé       | 1989  |      |
| Kreuz       | von der Kreuzigungsgruppe an der alten Kirche; Stein, 17. Jahrhundert | Launois, in einem Wohnhaus                | PM88001239    | Inscrit      | 2008  |      |